# Diaporthe leptostromiformis
Diaporthe leptostromiformis (J.G. Kühn) Rossman & Udayanga – gatunek grzybów z rzędu Diaporthales. U łubinu wywołuje grzybową chorobę o nazwie brunatna plamistość łodyg łubinu. Wytwarza też mykotoksyny powodujące u zwierząt karmionych porażonym łubinem chorobę wątroby zwaną lupinozą.

## Systematyka
Pozycja w klasyfikacji według Index Fungorum
Diaporthe, Diaporthaceae, Diaporthales, Diaporthomycetidae, Sordariomycetes, Pezizomycotina, Ascomycota, Fungii.
Po raz pierwszy gatunek ten opisał Julius Gotthelf  Kühn w 1880 r. nadając mu nazwę Cryptosporium leptostromiforme. Obecną, uznaną przez Index Fungorum nazwę nadali mu Rossman i Udayanga w 2015 r.
Synonimy:
- Cryptosporium leptostromiforme J.G. Kühn 1880
- Phomopsis leptostromiformis (J.G. Kühn) Bubák 1913
- Phomopsis leptostromiformis var. occidentalis R.G. Shivas, J.G. Allen & P.M. Will. 1991

## Morfologia i rozwój
Grzyb mikroskopijny, saprotrof i pasożyt roślin. Na łodygach porażonych roślin anamorfa patogenu tworzy podkładki rzekome (pseudostromy) o barwie od szarobrunatnej do czarnej, długości 0,3–2 mm, szerokości 0,2–1 mm i grubości 0,1–3 mm. Początkowo znajdują się pod skórką, potem skórka nad nimi ulega złuszczeniu. Wewnątrz są białe, zbudowane z bardzo grubościennych strzępek, z zewnątrz pokryte grubościenną plektenchymą, co upodabnia je do sklerocjów. W pseudostromach tych powstają pyknidia. Początkowo są zupełnie płaskie, w miarę rozwoju rosną w górę zużywając strzępki pseudostromy, ale nawet po całkowitym dojrzeniu są spłaszczone. Po wytworzeniu zarodników i obumarciu pyknidiów grzybnia nadal rozwija się, również w okresie zimowym i wczesnowiosennym tworząc nowe pyknidia. Łodygi, które jesienią miały niewielką ilość pyknidiów, wiosną są nimi pokryte obficie. Pyknidia tworzą się z reguły tylko w górnej warstwie podkładek, ale zdarza się, że po obumarciu roślin, w fazie saprofitycznej tworzy się również druga warstwa pyknidiów. Największe pyknidia osiągają długość 1700 μm, szerokość 1000 μm i wysokość 100 μm. Mają 1–10 ujść ułożonych rzędem w górnej części. Ścianki pyknidiów mają grubość do 30 μm. Na wewnętrznej ścianie pyknidium powstaje warstwa konidioforów o grubości do 40 μm  Są bezbarwne i ułożone palisadowo. Pojedyncze konidiofory mają szerokość 1–1,5 μm. Konidia są jednokomórkowe, szkliste, wydłużone, prawie równowąskie, o ścienionych, zaoblonych końcach. Mają wymiary 5–12 × 1,5–2,5 μm. Wydostają się pakietami sklejone śluzowatą substancją wypełniająca wnętrze pyknidiów. Rozwijające się w roślinie strzępki grzybni mają szerokość 1–3 μm, są szkliste i podzielone septami.
Doświadczalnie stwierdzono, że Diaporthe leptostromiformis może przetrwać na zdrewniałych łodygach łubinu do 3 lat.